# نیکولتا براسکی
نیکولتا براسکی (به انگلیسی: Nicoletta Braschi) (زاده ۱۹ آوریل ۱۹۶۰) بازیگر و تهیه‌کننده ایتالیایی است. از فیلم‌های معروف او می‌توان به بازی در زندگی زیباست و هیولا اشاره کرد.